# ژنگی بارتل

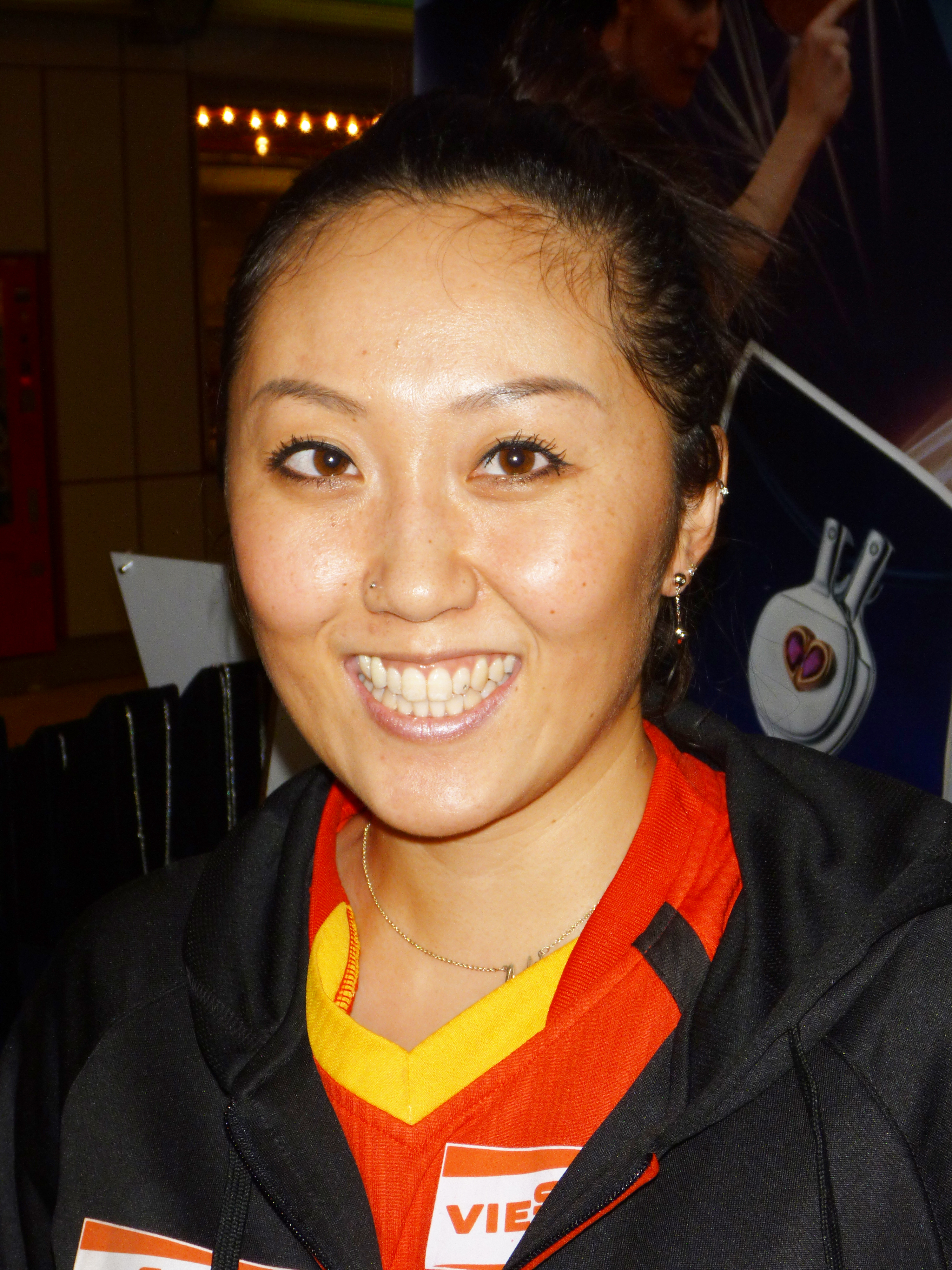
ژنگی بارتل - ۲۰۱۲

ژنگی بارتل (انگلیسی: Zhenqi Barthel؛ زادهٔ ۹ ژانویهٔ ۱۹۸۷) یک بازیکن تنیس روی میز اهل جمهوری خلق چین است. 
وی در مسابقات کشوری و بین‌المللی در مجموع برنده ۱ مدال نقره، ۱ مدال برنز شده‌است.